# Coppa Italia Dilettanti Friuli-Venezia Giulia
La Coppa Italia Dilettanti Friuli-Venezia Giulia è il massimo torneo calcistico di coppa della regione Friuli-Venezia Giulia. Istituito nel 1991-1992, consente al vincitore di partecipare alla fase nazionale della Coppa Italia Dilettanti.
Nel dicembre 2012 la Federcalcio Regionale, tramite il presidente Gianni Toffoletto, ha intitolato il trofeo a Diego Meroi, presidente storico della FIGC del Friuli Venezia Giulia, sotto la cui guida la rappresentativa F.V.G. vinse per ben due volte il titolo nazionale al Torneo delle Regioni con gli Juniores.
Dall'edizione 2011-2012 le finali vengono trasmesse in diretta sui canali televisivi Fvg Sport Channel, Free ed Udinese Channel.

## Formula
La fase regionale del Friuli-Venezia Giulia della Coppa Italia Dilettanti solitamente prevede la partecipazione sia delle 16 squadre di Eccellenza che delle 32 di Promozione. La squadra che vince la Coppa ottiene la qualificazione alla fase nazionale della Coppa Italia Dilettanti alla cui vincitrice spetta la promozione in Serie D; dal 2007-08, qualora la squadra vincitrice fosse una squadra di Promozione, l'accesso alla fase nazionale spetterebbe alla finalista di Eccellenza. Nell'edizione 2012-13 è arrivata in finale appunto una squadra di Promozione: il Rivignano. A seguito delle lamentele dei Rivignanesi per la mancata partecipazione alla fase nazionale in caso di vittoria, il Comitato Regionale ha deciso di creare due coppe separate.

Quindi attualmente partecipano solamente squadre di Eccellenza; la vincitrice della Coppa ottiene la qualificazione alla fase nazionale della Coppa Italia Dilettanti.

La data fissata per la finale solitamente è il 6 gennaio.
Durante gli anni il torneo ha cambiato più volte la formula di svolgimento:

## Albo d'oro
| Stagione                                        | Vincitore                                                                | Risultato                                                                | Finalista                                                                | Dove                                                                     | Marcature                                                                |
| ----------------------------------------------- | ------------------------------------------------------------------------ | ------------------------------------------------------------------------ | ------------------------------------------------------------------------ | ------------------------------------------------------------------------ | ------------------------------------------------------------------------ |
| EDIZIONI PER SQUADRE DI ECCELLENZA E PROMOZIONE |                                                                          |                                                                          |                                                                          |                                                                          |                                                                          |
| 1991-92                                         | Porcia                                                                   | 2 – 2                                                                    | Ruda                                                                     | Ruda                                                                     | A.Rigonat e Portelli (R); Infanti e Baretto (P)                          |
| 1991-92                                         | Porcia                                                                   | 2 – 0                                                                    | Ruda                                                                     | Porcia                                                                   | Bianco e Santarossa                                                      |
| 1992-93                                         | Tamai                                                                    | 3 – 1                                                                    | Ronchi                                                                   | Fagagna                                                                  | 2 Bortolin, Tommasi (T); Severini (R)                                    |
| 1993-94                                         | Sanvitese                                                                | 2 – 0                                                                    | Fontanafredda                                                            | Aviano                                                                   | Stefanutto, Giacomuzzo                                                   |
| 1994-95                                         | Pro Fagagna                                                              | 3 – 2 (dts)                                                              | Porcia                                                                   | Sevegliano                                                               | 2 Bordignon, Zuliani (PF); 2 Paveglio (Por)                              |
| 1995-96                                         | Porcia                                                                   | 3 – 0                                                                    | Aquileia                                                                 | San Vito                                                                 | Marcuz, Barbieri, Cozzarin                                               |
| 1996-97                                         | Manzanese                                                                | 4 – 2                                                                    | San Sergio                                                               | Gorizia                                                                  | M.Beltrame, Vosca, Tolloi, Targato (M); Di Donato, aut. Dreossi (SS)     |
| 1997-98                                         | Sacilese                                                                 | 1 – 0                                                                    | Pro Gorizia                                                              | Torviscosa                                                               | Luderin                                                                  |
| 1998-99                                         | Pro Gorizia                                                              | 1 – 0                                                                    | Cormonese                                                                | Gradisca                                                                 | Drioli                                                                   |
| 1999-00                                         | Sacilese                                                                 | 2 – 1 (dts)                                                              | Palmanova                                                                | Rivignano                                                                | Drioli (P); Rosson e Scodeller (S)                                       |
| 2000-01                                         | Porcia                                                                   | 1 – 0                                                                    | Sacilese                                                                 | Pordenone                                                                | Sozza                                                                    |
| 2001-02                                         | Monfalcone                                                               | 0 – 0 (dts) (6-5 dtr)                                                    | Sacilese                                                                 | Codroipo                                                                 |                                                                          |
| 2002-03                                         | Sacilese                                                                 | 2 – 2 (6-5 dtr)                                                          | Pro Romans                                                               | Fagagna                                                                  | Luxich e Gambino (PR); Moras e Saccher (S)                               |
| 2002-03                                         | Sacilese                                                                 | 3 – 2                                                                    | Porcia                                                                   | Fontanafredda                                                            | rig. Moras e 2 Fantin (S); Moschetta e Cozzarin (P)                      |
| 2003-04                                         | Pro Romans                                                               | 3 – 1                                                                    | Fontanafredda                                                            | Gonars                                                                   | Poletto (F); Fantin, Sorbara e Gambino (PR)                              |
| 2004-05                                         | Pordenone                                                                | 3 – 0                                                                    | Gonars                                                                   | Fagagna                                                                  | 3 G.C.Franco Martin                                                      |
| 2005-06                                         | Muggia                                                                   | 1 – 1 (5-3 dtr)                                                          | Pordenone                                                                | Romans                                                                   | Fantina (M); G.C.Franco Martin (P)                                       |
| 2006-07                                         | Manzanese                                                                | 2 – 0                                                                    | Lignano                                                                  | Sevegliano                                                               | 2 Kabine                                                                 |
| 2007-08                                         | Sevegliano                                                               | 0 – 0 (4-1 dtr)                                                          | Manzanese                                                                | Majano                                                                   |                                                                          |
| 2008-09                                         | Muggia                                                                   | 3 – 1                                                                    | Fontanafredda                                                            | Palmanova                                                                | 2 Fantina e Maracchi (M); Ledda (F)                                      |
| 2009-10                                         | Monfalcone                                                               | 1 – 0 (dts)                                                              | Torviscosa                                                               | Gonars                                                                   | Bardini                                                                  |
| 2010-11                                         | Fontanafredda                                                            | 2 – 1                                                                    | ISM Gradisca                                                             | Rivignano                                                                | Saccher e Russo (F); Andreolla (G)                                       |
| 2011-12                                         | Manzanese                                                                | 2 – 1 (dts)                                                              | Torviscosa                                                               | Mortegliano                                                              | Osso Armellino e Tomada (M); Pitta (T)                                   |
| 2012-13                                         | San Daniele                                                              | 2 – 1                                                                    | Rivignano                                                                | Tarcento                                                                 | Marzin e Coacci (SD); Varutti (R)                                        |
| EDIZIONI PER SOLE SQUADRE DI ECCELLENZA         |                                                                          |                                                                          |                                                                          |                                                                          |                                                                          |
| 2013-14                                         | Chions                                                                   | 2 – 1                                                                    | Kras                                                                     | Cervignano                                                               | 2 Paciulli (C); Žlogar (K)                                               |
| 2014-15                                         | Virtus Corno                                                             | 3 – 2                                                                    | Chions                                                                   | Lignano                                                                  | Libri, Motta, Diaw (VC); aut. Motta, Paciulli (Ch)                       |
| 2015-16                                         | Vesna                                                                    | 4 – 2                                                                    | Flaibano                                                                 | Manzano                                                                  | Potenza, Kosmač e 2 Colja (V); Namio e Marco Rossi (F)                   |
| 2016-17                                         | Gemonese                                                                 | 1 – 0                                                                    | Cjarlins Muzane                                                          | Manzano                                                                  | Tocchetto rig.                                                           |
| 2017-18                                         | San Luigi                                                                | 2 – 2 (dts) (6-4 dtr)                                                    | Torviscosa                                                               | Gemona                                                                   | Cottiga e Giovannini (SL); 2 Puddu (T)                                   |
| 2018-19                                         | San Luigi                                                                | 3 – 1                                                                    | Edmondo Brian                                                            | Fontanafredda                                                            | Carlevaris, Cottiga e Ciriello (SL); Anconetani (EB)                     |
| 2019-20                                         | Manzanese                                                                | 1 – 0                                                                    | Torviscosa                                                               | Torviscosa                                                               | Bevilacqua                                                               |
| 2020-21                                         | Torneo interrotto a causa della pandemia di COVID-19 del 2020 in Italia. | Torneo interrotto a causa della pandemia di COVID-19 del 2020 in Italia. | Torneo interrotto a causa della pandemia di COVID-19 del 2020 in Italia. | Torneo interrotto a causa della pandemia di COVID-19 del 2020 in Italia. | Torneo interrotto a causa della pandemia di COVID-19 del 2020 in Italia. |
| 2021-22                                         | Brian Lignano                                                            | 3 – 2                                                                    | Pro Gorizia                                                              | Lignano                                                                  | Stiso 2, Delle Case (BL); J. Grion, Bradaschia (PG)                      |
| 2022-23                                         | Brian Lignano                                                            | 2 – 1 (dts)                                                              | Chions                                                                   | Tamai                                                                    | De Cecco, Codromaz (BL); De Anna (C)                                     |
| 2023-24                                         | Brian Lignano                                                            | 3 – 1                                                                    | Pro Gorizia                                                              | Codroipo                                                                 | Ciriello 2, Alessio (BL); Lucheo (PG)                                    |
| 2024-25                                         | Codroipo                                                                 | 1 – 1 (dts) (4-1 dtr)                                                    | Tamai                                                                    | San Vito                                                                 | Bougma (T); Rizzi (C)                                                    |

## Vittorie per club
| Squadra       | Vittorie | Anni vittorie          |
| ------------- | -------- | ---------------------- |
| Manzanese     | 4        | 1997, 2007, 2012, 2020 |
| Porcia        | 3        | 1992, 1996, 2001       |
| Sacilese      | 3        | 1998, 2000, 2003       |
| Brian Lignano | 3        | 2022, 2023, 2024       |
| Monfalcone    | 2        | 2002, 2010             |
| Muggia        | 2        | 2006, 2009             |
| San Luigi     | 2        | 2018, 2019             |
| Tamai         | 1        | 1993                   |
| Sanvitese     | 1        | 1994                   |
| Pro Fagagna   | 1        | 1995                   |
| Pro Gorizia   | 1        | 1999                   |
| Pro Romans    | 1        | 2004                   |
| Pordenone     | 1        | 2005                   |
| Sevegliano    | 1        | 2008                   |
| Fontanafredda | 1        | 2011                   |
| San Daniele   | 1        | 2013                   |
| Chions        | 1        | 2014                   |
| Virtus Corno  | 1        | 2015                   |
| Vesna         | 1        | 2016                   |
| Gemonese      | 1        | 2017                   |
| Codroipo      | 1        | 2025                   |

## Curiosità
- L'allenatore Maurizio Trombetta nella stagione 2007-08 ha vinto questa coppa con il Sevegliano, pochi mesi dopo si trovava[7] ad allenare il club romeno CFR Cluj in Champions League.
- Il più titolato nella competizione è Alessandro Moras con 6 vittorie: 3 da giocatore con la Sacilese (1998-2000-2003) e 3 da allenatore con il Brian Lignano (2021-2022-2023)

## Supercoppa
La Supercoppa Regionale veniva disputata dalle squadre vincitrici dei campionati di Eccellenza, Promozione e Prima Categoria più le vincitrici della Coppa Italia Regionale e della Coppa Regione. In 4 occasioni hanno partecipato anche le detentrici del Campionato Carnico.
Visto lo scarso interesse nelle ultime edizioni (ormai gli addetti ai lavori preferivano seguire una recente novità: i play-off), il Comitato Regionale ha deciso di chiudere la manifestazione nel 2002. Nello stesso anno e per lo stesso motivo sono state chiuse anche le Supercoppe di Seconda Categoria e di Terza Categoria.
Nel 2017 la Supercoppa è stata ripristinata: non più un torneo con le vincitrici dei 6 campionati e delle 2 coppe, bensì una "partita secca" fra le sole vincitrici del campionato e coppa di Eccellenza.
| EDIZIONI DAL 1993 AL 2002 |                      |                       |                 |                    |                                                         |
| Anno                      | Vincitore            | Risultato             | Finalista       | Dove               | Marcature                                               |
| 1993                      | Pro Gorizia          | 1 – 1 (dts) (6-4 dtr) | 7 Spighe        | Fagagna            | Dominici (7S); Costantini (PG)                          |
| 1994                      | Pro Fagagna          | 2 – 1                 | Pozzuolo        | Fagagna            | Zoffi (Poz); Lizzi e Bordignon (PF)                     |
| 1995                      | Pro Fagagna          | 1 – 0                 | Pordenone       | Fagagna            | Burelli                                                 |
| 1995                      | Pro Fagagna          | 1 – 0                 | Trivignano      | Fagagna            | Zuliani                                                 |
| 1996                      | Tamai                | 3 – 0                 | Porcia          | Pordenone          | M.Rossetto, Perin, B.Bortolin                           |
| 1997                      | Mossa                | 2 – 1                 | Manzanese       | Gradisca           | Tomizza e Barbiani (Mos); Mansutti (Man)                |
| 1998                      | Fanna Cavasso        | 1 – 0 (dts)           | Sacilese        | Aviano             | Plai                                                    |
| 1999                      | Pro Gorizia          | 1 – 0 (dts)           | Cormonese       | Cormons            | Negyedi                                                 |
| 2000                      | Sevegliano           | 4 – 0                 | Gradese         | Gonars             | 3 Colussi, Gerin                                        |
| 2001                      | Tamai                | 3 – 2                 | Lignano         | Gonars             | Modolo, Rubert e Degano (T); Trevisan e Tagliaferro (L) |
| 2002                      | Vesna                | 0 – 0 (4-2 dtr)       | Azzanese        | Gonars             |                                                         |
| EDIZIONI DAL 2017 AD OGGI |                      |                       |                 |                    |                                                         |
| Anno                      | Detentore campionato | Risultato             | Detentore coppa | Dove               | Marcature                                               |
| 2017                      | Cjarlins Muzane      | 0 – 4                 | Gemonese        | Stadio Friuli      | 3 Nardi, Cargnelutti                                    |
| 2018                      | Chions               | 0 – 0 (5-6 dtr)       | San Luigi       | Stadio Nereo Rocco |                                                         |

## Coppa Italia Società di Promozione
È disputata dalle 32 squadre di Promozione del Friuli-Venezia Giulia. La vittoria di questo trofeo non porta né alla promozione in Eccellenza, né a posizioni di favore nei play-off, né a garanzie di salvezza. Come per la coppa maggiore la finale viene trasmessa in diretta sul canale televisivo Fvg Sport Channel. Dall'ottobre 2013 questa coppa è intitolata ad Aldo Tortul, ex-presidente del Comitato Provinciale di Cervignano del Friuli.
Come la Coppa di Eccellenza, anche questa competizione ha cambiato più formule. Quella attuale è ad eliminazione diretta integrale.
| Stagione        | Vincitore                                                                  | Risultato                                                                  | Finalista                                                                  | Dove                                                                       | Marcature                                                                  |
| --------------- | -------------------------------------------------------------------------- | -------------------------------------------------------------------------- | -------------------------------------------------------------------------- | -------------------------------------------------------------------------- | -------------------------------------------------------------------------- |
| 2002-03         | Porcia                                                                     | 1 – 0                                                                      | San Giovanni Trieste                                                       | Torviscosa                                                                 | Cozzarin                                                                   |
| 2013-14         | Torre                                                                      | 3 – 0                                                                      | Zaule Rabuiese                                                             | Gonars                                                                     | De Zorzi, Sgroi, Giordani                                                  |
| 2014-15         | Torviscosa                                                                 | 3 – 2                                                                      | San Luigi                                                                  | Romans                                                                     | Grop, aut. Sessi, aut. Aiello (T), Gerbini, Giovannini (SL)                |
| 2015-16         | Costalunga                                                                 | 2 – 1                                                                      | Casarsa                                                                    | Cormons                                                                    | 2 Steiner (Cos), Vutcariov (Cas)                                           |
| 2016-17         | S.A. Porcia                                                                | 2 – 0                                                                      | Torre                                                                      | Casarsa                                                                    | Facca, Vriz                                                                |
| 2017-18         | Pro Cervignano                                                             | 0 – 0 (dts) (3-2 dtr)                                                      | Pro Gorizia                                                                | Gorizia                                                                    |                                                                            |
| 2018-19         | Pro Fagagna                                                                | 1 – 1 (dts) (4-3 dtr)                                                      | Sistiana                                                                   | Gorizia                                                                    | Nardi (PF); Božičič (S)                                                    |
| 2019-20 2020-21 | Edizioni interrotte a causa della pandemia di COVID-19 del 2020 in Italia. | Edizioni interrotte a causa della pandemia di COVID-19 del 2020 in Italia. | Edizioni interrotte a causa della pandemia di COVID-19 del 2020 in Italia. | Edizioni interrotte a causa della pandemia di COVID-19 del 2020 in Italia. | Edizioni interrotte a causa della pandemia di COVID-19 del 2020 in Italia. |
| 2021-22         | Sacilese                                                                   | 1 – 0                                                                      | Ol3                                                                        | Premariacco                                                                | Talamini                                                                   |
| 2022-23         | UF Monfalcone                                                              | 0 – 0 (5-3 dtr)                                                            | Sacilese                                                                   | Monfalcone                                                                 |                                                                            |
| 2023-24         | Forum Julii                                                                | 4 – 1                                                                      | Fontanafredda                                                              | Pordenone                                                                  | Sokanović 3, Ilić (FJ); Zamuner (Fon)                                      |
| 2023-24         | Corno                                                                      | 2 – 0                                                                      | Bujese                                                                     | San Giorgio                                                                | Leban 2                                                                    |

## Coppa Regione
La Coppa Regione è disputata fra le squadre militanti nei campionati di Prima, Seconda e Terza Categoria. Il torneo era dedicato a Giovanni Devetti, ex dirigente della federcalcio regionale.
Dal 2002 il Comitato Regionale ha deciso di scindere la coppa in 3, una per ogni Categoria. Dal 2012 sono intitolate ad ex dirigenti della Federcalcio Regionale.